# Euclimacia rufocincta
Euclimacia rufocincta är en insektsart som beskrevs av Eduard Handschin 1961. Euclimacia rufocincta ingår i släktet Euclimacia och familjen fångsländor. Inga underarter finns listade i Catalogue of Life.